# Тайко
Тайко е музикален перкусионен инструмент от групата на мембранофонните инструменти.
Състои се от широк дървен корпус с опънати в двата си края кожи, които са прикрепени с габърчета или заковани направо към корпуса на инструмента.
Освен чисто практическите си цели /за свирене/, Тайко представлява цяло произведение на изкуството – корпусът е боядисан и лакиран, като по него има изрисувани орнаменти, които отразяват различни моменти от японската философия и култура.
В много случаи по кожите можем да видим изрисувана калиграфия с някаква сентенция.
Тайко има японски произход („тайко“ на японски означава „барабан“), така както О-Дайко. Това е мебранофонен инструмент, който има огромни размери – някои от моделите достигат до размера на едноетажна къща.
Изпълнителят свири широко разкрачен, с вдигнати високо ръце, които държат дебели палки, дълги приблизително колкото стик за голф.
Левият крак е издаден напред. Така подготвен, изпълнителят започва с вик на някоя сричка от големия набор, който японските перкусионисти използват за да обозначават различните видове удари.
Тайко се използва заедно с О-Дайко в комплект с други подобни традиционни японски инструменти, които имат ритуална функция.
В днешно време обаче те могат да се видят доста често по така наречените шоу програми по повод различни празници, на футболни стадиони, на спортни игри и като подгряващи групи към различни рок концерти.